# Itatí Cantoral
Itatí Cantoral Zucchi (Ciudad de México, 13 de mayo de 1975) es una actriz mexicana. Debutó en televisión en 1986 con la serie La telaraña y ganó reconocimiento en 1993 al participar en la telenovela Dos mujeres, un camino. Sin embargo, su papel más emblemático llegó en 1995, interpretando a la villana Soraya Montenegro en María la del Barrio, actuación que la consolidó en la industria. Es hija del reconocido músico Roberto Cantoral e Itatí Zucchi.

## Carrera
La carrera de Itatí Cantoral se inició con el programa televisivo de suspenso La telaraña, que duró de 1986 a 1988. Al finalizar y para prepararse mejor, la actriz entró al CEA (Centro de Educación Artística). Egresó de allí en 1990, y para 1991 el productor Emilio Larrosa la incluye en el elenco de la telenovela Muchachitas para entrar dentro de la segunda etapa de esta. Al finalizar entra en el elenco de La pícara soñadora, protagonizada por Mariana Levy y Eduardo Palomo.
En 1992, Carla Estrada la invita a formar parte del elenco juvenil de la telenovela De frente al sol, que protagonizaron María Sorté y Alfredo Adame, más tarde, en 1993, trabaja en Dos mujeres, un camino en el papel de "Graciela Toruño" junto a Bibi Gaytán y nuevamente con Emilio Larrosa.
En 1995 interpreta el personaje de "Soraya Montenegro de la Vega", la antagonista de la telenovela María la del barrio, dirigida por Beatriz Sheridan y producida por Angelli Nesma Medina, versión de la venezolana Raquel y Los ricos también lloran. La telenovela fue protagonizada por Fernando Colunga y Thalía.
En 1996 regresa a la pantallas nuevamente con Emilio Larrosa en la telenovela Tú y yo, protagonizada por Maribel Guardia y Joan Sebastian; interpretando a la villana "Cassandra Santillana Álvarez"; ese mismo año hace su primera incursión al cine en la película Bonita.
En 1997 y nuevamente con Emilio Larrosa efectúa su primer protagónico junto a Eduardo Santamarina en la telenovela Salud, dinero y amor.
Carmen Salinas preparaba el montaje para la obra Aventurera, basada en la película del mismo nombre que había estelarizado Ninón Sevilla en los años 1940 y quería que fuera Itatí quien interpretara a Elena Tejeros, pero la actriz lo rechazó y entró como protagonista de Salud, dinero y amor la segunda parte de El premio mayor.
En 1999 obtiene una participación estelar como la verdadera Francesa Paoli Prado en la telenovela Infierno en el paraíso además de entrar en la obra Aventurera, que la actriz Edith González dejó luego de casi tres años. La actriz realiza una participación en Cuento de Navidad.
En 2001 tiene una participación especial en Amigas y rivales; regresa como antagonista de Sin pecado concebido con el personaje de la malvada Raquel Villavicencio.
En 2002 protagoniza en el Brasil la telenovela Vale todo junto al actor peruano Diego Bertie.
En 2003 viaja a Estados Unidos de América, radica en Miami y graba la telenovela El alma herida de Telemundo y Argos Televisión, también filma la película Ya no los hacen como antes.
En 2004 participa en la película estadounidense Man on Fire junto a Denzel Washington.
En 2005 protagoniza un capítulo de Decisiones de mujeres y participa en la serie Una segunda oportunidad.
En 2006 filma dos cintas más, Cansada de besar sapos y Los pajarracos. También protagonizó para Telemundo la telenovela La viuda de Blanco junto a Francisco Gattorno.
En 2008 las negociaciones entre Televisa y Telemundo le permiten regresar a la empresa mexicana, primero viaja a Colombia para protagonizar un capítulo de Tiempo final, más tarde sustituye a la actriz Angélica Rivera en el capítulo "Sandra, trepadora" de la serie Mujeres asesinas en la versión de México, mismo que grabó con tres meses de embarazo.
En 2009 participó en la obra Dulce Caridad y también, después de varias negociaciones, aceptó protagonizar la telenovela Hasta que el dinero nos separe de Emilio Larrosa y que es una adaptación de la telenovela colombiana Hasta que la plata nos separe, original de Fernando Gaitán, compartiendo créditos con Pedro Fernández en su regreso a la televisión.
En 2011 protagoniza la teleserie El sexo débil producción de Argos Televisión para Cadenatres junto a Raúl Méndez y contando para ello con el permiso de Televisa.
En 2012 y principios del 2013 actúa en la obra Tennessee en cuerpo y alma como Blanche Dubois junto a Dora Cordero, Monica Dionne, Eduardo Tanús y Hernán Mendoza.
En 2013 es la presentadora de la serie Pasiones peligrosas de Investigación Discovery Channel.
En 2014 protagoniza una Telenovela de RTI producciones para RCN y MundoFox llamada ¿Quién mató a Patricia Soler? junto a Miguel de Miguel. Regresa a los escenarios en el musical Mame, basado en la novela de Patrick Dennis Auntie Mame.
En 2015, regresa a Televisa protagonizando la telenovela de Emilio Larrosa, Amores con trampa junto a Eduardo Yáñez, Ernesto Laguardia y África Zavala.
En 2016, realizó una participación especial nuevamente como "Soraya Montenengro" para un promocional de Orange Is the New Black.
En 2019, participa en la bioserie de Televisa Silvia Pinal, frente a ti. Quién interpreta a la actriz Silvia Pinal en su versión adulta.
En 2020, también regresa a Televisa en su papel protagónico en la telenovela La mexicana y el güero quién da vida a “Andrea Ibarrola” junto con Juan Soler.
En 2021 fue elegida como jueza en el programa de talentos El retador, junto a Lucero y Manuel Mijares.
En 2024 aparece en TV Azteca en el programa de cocina MasterChef Celebrity donde fue participante y en 2025 fue elegida de presentadora de la segunda temporada del programa de supervivencia Tentados por la fortuna.

## Filmografía

### Televisión
| Año       | Título                                | Personaje                                   |
| --------- | ------------------------------------- | ------------------------------------------- |
| 1991      | La pícara soñadora                    |                                             |
| 1991-1992 | Muchachitas                           | Lucía Aguilera                              |
| 1992      | De frente al sol                      | Guadalupe "Lupita" Buenrostro               |
| 1993-1994 | Dos mujeres, un camino                | Graciela Torrea Nuñez                       |
| 1995-1996 | María la del barrio                   | Soraya Montenegro                           |
| 1996-1997 | Tu y yo                               | Cassandra Santillana Álvarez                |
| 1997-1998 | Salud, dinero y amor                  | Estrella Pérez                              |
| 1999      | Infierno en el paraíso                | Francesca Paoli Prado                       |
| 1999-2000 | Cuento de Navidad                     | Adriana                                     |
| 2001      | Amigas y rivales                      | Invitada especial                           |
| 2001      | Sin pecado concebido                  | Raquel Villavicencio de Martorel            |
| 2002      | Vale todo                             | Raquel Accioli                              |
| 2003-2004 | El alma herida                        | Eugenia Granados Morales                    |
| 2005-2006 | Decisiones                            | Varios personajes                           |
| 2006-2007 | La viuda de Blanco                    | Alicia Guardiola Vda. de Blanco             |
| 2008      | Tiempo final                          | Silvia                                      |
| 2008      | Mujeres asesinas                      | Sandra Luisa Arvide Lizama                  |
| 2009-2010 | Hasta que el dinero nos separe        | Alejandra Álvarez del Castillo              |
| 2011      | El sexo débil                         | Dra. Helena Román                           |
| 2012      | Capadocia                             | Leonor                                      |
| 2013      | Fortuna                               | Paloma Alarcón / Lorena Altamirano          |
| 2015      | Amores con trampa                     | Isabel Bocelli de Velasco                   |
| 2015      | ¿Quién mató a Patricia Soler?         | Sara Fernández Acuña de Sinisterra / Isabel |
| 2016      | El Vato                               | Wendy Lozada                                |
| 2016-2017 | El Chema                              | Blanca Lovato                               |
| 2018      | José, José, el príncipe de la canción | Natalia Herrera Calles "Kiki"               |
| 2019      | Silvia, frente a ti                   | Silvia Pinal (Adulta)                       |
| 2019      | Se rentan cuartos                     | Graciela de la Garza                        |
| 2020-2021 | La mexicana y el güero                | Andrea Ibarrola "La Mexicana"               |
| 2022      | Papás por encargo                     | Maricarmen                                  |
| 2022      | Dónde hubo fuego                      | Gloria Carmona                              |
| 2024      | El Señor de los Cielos                | Blanca Lovato / Belén San Roman             |
| 2025      | Velvet: el nuevo imperio              | Isabel Juárez                               |

### Programas de TV
- Tentados por la fortuna (2025) ... Presentadora[13]
- MasterChef Celebrity (2024) ... Concursante[14]
- ¿Qué dicen los famosos? (2023) ... Invitada[15]
- El retador (2021) ... Jurado
- La más draga (2021) ... Jueza invitada
- +Noche (2018) ... Soraya Montenegro[16]
- Pasiones peligrosas Investigation Discovery (2013)
- W.I.T.C.H. (2013) ... Taranee Cook
- Mi sueño es bailar (Estrella TV) (2012) ... Jurado
- Estrellitas del sábado (Estrella TV) (2011) ... Presentadora
- De cuando el pescado murió de placer (2004) ... Conductora de TV
- Derbez en cuando (1999)
- ¿Qué nos pasa? (1998) ... Dos capítulos
- Mujer, casos de la vida real (1994–2002) "La nueva vida", "Una piedra en el camino", "El crimen de una bailarina, etc"
- La telaraña (serie) (1988) Estreno en TV

### Películas
- Mi suegra me odia (2022)... Regina[17]
- Turning Red (2022)... Ming Lee (Doblaje Latino)[18]
- Locas por el cambio (2020)... La Güera[19]
- No manches Frida 2 (2019)... Camila[20]
- Princesa, una historia verdadera[21] (2018)... Alejandra
- La dictadura perfecta (2014)... Lucrecia Lascuráin
- Amor de mis amores (2014)... Elva[22]
- Amar (2009)... Lisa.[23]
- One Long Night (2007)... Patty
- No hay derecho, joven (2006)... Justicia (Abogada defensora)
- Los pajarracos (2006)... Fina
- Cansada de besar sapos (2006) Cecilia
- Man on fire (2004)... Evelyn
- La hija del caníbal (2003)
- Ya no los hacen como antes (2003)... Perla
- Bonita (1996)... Bonifacia

### Teatro
- Sola En La Oscuridad (2021)... Sussy
- Testosterona (2019)
- Atracción Fatal (2019)... Alex
- Idiota (2016)
- Into the Woods (Musical)... Narradora Especial (2016)
- Mame (musical)... Tía Mame (2014)
- Cuarteto... Marquesa de Merteuil (2014)
- La tragedia de Julio César... Porcia (2013)
- Tennessee en cuerpo y alma... Blanche DuBois (2012-2013)
- Misery... Annie Wilkes (2011-2012)
- Dulce Caridad... Charity/Caridad (2009)
- Frida Kahlo, un canto a la vida... Frida Kahlo (2007)
- Cabaret... Sally Bowles (2004)
- Todo lo que digan será al revés
- Muchachitas
- Águila Real
- Don Juan Tenorio
- La Cenicienta
- Sugar
- Aventurera... Elena Tejero (1999)

### Lectura
- Saramago (2012)

### Discografía
- Itatí Cantoral canta a Roberto Cantoral (2004).[24]

## Premios y nominaciones

### Premios TVyNovelas
| Año  | Categoría                       | Telenovela                     | Resultado |
| ---- | ------------------------------- | ------------------------------ | --------- |
| 2020 | Mejor actriz de serie dramática | Silvia Pinal, frente a ti      | Ganadora  |
| 2010 | Mejor actriz protagónica        | Hasta que el dinero nos separe | Ganadora  |
| 2002 | Mejor actriz antagónica         | Sin pecado concebido           | Ganadora  |
| 1996 | Mejor actriz antagónica         | María la del barrio            | Ganadora  |
| 1994 | Mejor actriz juvenil            | Dos mujeres, un camino         | Nominada  |
| 1993 | Mejor actriz juvenil            | De frente al Sol               | Nominada  |

### Premios People en Español
| Año  | Categoría    | Programa/Telenovela            | Resultado |
| ---- | ------------ | ------------------------------ | --------- |
| 2010 | Mejor actriz | Hasta que el dinero nos separe | Ganadora  |

### Premios Festival y Mercado de TV-Ficción Internacional
| Año  | Categoría                | Programa/Telenovela | Resultado |
| ---- | ------------------------ | ------------------- | --------- |
| 2011 | Mejor actriz protagónica | El sexo débil       | Ganadora  |

### Premios de la Agrupación de Periodistas Teatrales (APT)
| Año  | Categoría                    | Programa/Telenovela      | Resultado |
| ---- | ---------------------------- | ------------------------ | --------- |
| 2019 | Mejor actriz protagónica     | Silvia Pinal frente a tí | Ganadora  |
| 2020 | Mejor estrella internacional | La mexicana y el güero   | Ganadora  |

| Año  | Categoría    | Obra de Teatro | Resultado |
| ---- | ------------ | -------------- | --------- |
| 2012 | Mejor actriz | Misery         | Ganadora  |

### Presea Premio Quetzal 2003
- Reconocimiento por Desempeño en la obra Aventurera.[26]

### Otros premios
- Parte de "Los 50 más bellos" por la revista People en Español (2015)[27]
- Medalla Omecíhuatl 2011 otorgada por el Inmujeres DF
- Parte de "Los 50 más bellos" por la revista People en Español (2011)[28]
- Reina de los Voceadores (2010)
- Reina de la televisión veracruzana
- Palmas de oro (mejor villana)
- Los celosos de la popularidad
- Premio Bravo
- Premio ACE de Nueva York
- El Sol de oro
- Premio Fama Nueva York (2002)